# Euriphene paraceres
Euriphene paraceres är en fjärilsart som beskrevs av Talbot 1928. Euriphene paraceres ingår i släktet Euriphene och familjen praktfjärilar. Inga underarter finns listade i Catalogue of Life.